# Camponotus indefinitus
Camponotus indefinitus är en myrart som beskrevs av Vladimir Aphanasjevich Karavaiev 1929. Camponotus indefinitus ingår i släktet hästmyror, och familjen myror. Inga underarter finns listade.